# Schloß Holte-Stukenbrock
Schloß Holte-Stukenbrock é uma cidade da Alemanha localizado no distrito de Güterloh, região administrativa de Detmold, estado de Renânia do Norte-Vestfália.